# Райчел Райан
Райчел Райан (англ. Richelle Ryan, настоящее имя — англ. Angela Hoad, род. 11 июля 1985 года, Рочестер, Нью-Йорк, США) — американская порноактриса и эротическая фотомодель.

## Биография
Родилась и выросла в штате Нью-Йорк. Посещала частную католическую школу. Описывает себя как «большого сорванца» и «непослушную школьницу». Потеряла девственность в 15-16 лет. Когда Райчел жила в Ричмонде (штат Вирджиния), она работала стриптизёршей в клубе Paper Moon, что позволило накопить денег на операцию по увеличению груди. Затем переехала в Лос-Анджелес, чтобы начать карьеру фотомодели.
В Калифорнии Райчел получила предложение сняться в порнофильме. В порнобизнесе дебютировала 11 июля 2006 года, в день 21-го дня рождения. Снималась для таких студий, как Pure Play Media, Naughty America, New Sensations, Vivid, Evil Angel, Bang Bros, Brazzers, Bluebird Films, 3rd Degree, Hustler, Girlfriends Films, Reality Kings и Kink.com.
В 2016 году снялась в фильме Prince the Punisher, за роль в котором была представлена на AVN Awards в двух номинациях — «лучшая групповая сцена» и «лучшая сцена в гонзо-фильме».
21 августа 2018 года выступила ведущей церемонии вручения премии Urban X Award вместе с Синди Старфолл и Рики Джонсоном.
На 2018 год снялась более чем в 330 фильмах.

## Награды и номинации
| Год  | Церемония             | Результат | Номинация                                          | Работа              |
| ---- | --------------------- | --------- | -------------------------------------------------- | ------------------- |
| 2013 | Exotic Dancer Awards  | Победа    | Feature Entertainer of the Year                    | н/д                 |
| 2014 | The Fannys            | Номинация | Самая недооцененная звезда                         | н/д                 |
| 2014 | Nightmoves            | Победа    | Лучшая порноактриса-стриптизёрша                   | н/д                 |
| 2014 | Nightmoves Fan Awards | Номинация | Лучшая порноактриса-стриптизёрша                   | н/д                 |
| 2015 | Nightmoves            | Победа    | Лучшая порноактриса-стриптизёрша                   | н/д                 |
| 2015 | Nightmoves Fan Awards | Номинация | Лучшая порноактриса-стриптизёрша                   | н/д                 |
| 2016 | AVN Awards            | Номинация | Лучшая сцена группового секса                      | Prince the Punisher |
| 2016 | AVN Awards            | Номинация | Приз зрительских симпатий: самая эпическая задница | н/д                 |
| 2016 | XBIZ Award            | Номинация | Лучшая сцена секса в гонзо-фильме                  | Prince the Punisher |
| 2017 | AVN Awards            | Номинация | Приз зрительских симпатий: самая эпическая задница | н/д                 |
| 2019 | AVN Awards            | Номинация | MILF/Cougar-исполнительница года                   | н/д                 |
| 2019 | XBIZ Award            | Номинация | Лучшая MILF-исполнительница года                   | н/д                 |

## Избранная фильмография
- Amazing Asses 13[10],
- Big Bouncing Boobies[11],
- Curvy Cuties 3[12],
- Gazongas[13],
- Head Cases[14],
- Learning To Please[15],
- Mature Sluts 2[16],
- Naked Housewives[17],
- Porn Fidelity 9[18],
- Supertits[19]
- Tight[20].